# Sorbus multicrenata
Sorbus multicrenata là một loài thực vật thuộc họ Rosaceae. Đây là loài đặc hữu của Đức.